# Les Fiancées de l'Empire
Les Fiancées de l'Empire est un feuilleton télévisé franco-belge en 6 épisodes, écrit et réalisé par Jacques Doniol-Valcroze, diffusé du 2 au 17 janvier 1981 sur Antenne 2.

## Synopsis
Écrit et réalisé par l'un des pères des Cahiers du cinéma, ce feuilleton se déroule lors de la campagne d'Autriche (1809). Véritable fresque romanesque, il met en scène deux sœurs amoureuses du même homme, le colonel de cavalerie Maxime d'Aurillac.

## Distribution
- Yolande Folliot : Clarisse Duruy
- Claude Giraud : Maxime d'Aurillac
- Madelon Violla : Odile Duruy
- Michel Vitold : Charles Duruy
- Bruno Devoldère : Maurice de Croissy
- Jacques Duby : Amédée
- Catherine Le Cocq : Victoire
- Francine Olivier : Henriette
- Alain Doutey : Le Hénin
- Claude Gensac : Mme de Croissy
- Yves Gabrielli : Léonard
- Annette Merchandou : Clémence
- Gérard Lecouvey : Antiochus
- André Geyre : Arsace
- Yves Vincent : Cambacérès
- François Perrot : Fouché
- Jacques Buron : Benoît Bontemps

## Épisodes
1. Les Demoiselles d'Angoulême
2. Les Hauteurs de Wagram
3. Les Idées claires
4. L'Enlèvement
5. Le Passage secret
6. La Route d'Espagne